# .br
.br ist die länderspezifische Top-Level-Domain (ccTLD) Brasiliens. Sie existiert seit dem 18. April 1989 und wird vom sogenannten Comitê Gestor da Internet no Brasil (CGI.br) (Komitee für Internet in Brasilien) verwaltet.

## Eigenschaften
Die Top-Level-Domain gehört zu den sogenannten restricted TLDs: Privatpersonen und Unternehmen müssen einen Wohnsitz respektive eine Niederlassung in Brasilien aufweisen, um eine .br-Domain zu registrieren. Bis August 2008 war die Endung sogar ausschließlich Unternehmen vorbehalten. Sofern die Anforderung an eine lokale Präsenz nicht erfüllt wird, bietet sich nur das Ausweichen auf einen Treuhänder an, was von der Vergabestelle toleriert wird. Neben alphanumerischen Zeichen besteht bereits seit 2005 die Möglichkeit, internationalisierte Domainnamen mit Zeichen der portugiesischen Sprache zu registrieren. Zu diesem Zeitpunkt waren etwa 750.000 .br-Domains vorhanden.

## Subdomains
Neben .br gibt es über 60 Second-Level-Domains, die teilweise einem speziellen Zweck dienen: So ist beispielsweise .com.br für Unternehmen gedacht, gemeinnützige Organisationen können .org.br verwenden. Es gibt .ind.br für die Industrie, .psc.br für Psychologen oder .wiki.br für Wikis. Im Vergleich zu anderen Top-Level-Domains ist einmalig, dass auch Banken ab September 2008 mit .b.br eine eigene Domain verwenden können. Dies sollte besonders die Sicherheit im Online Banking erhöhen.

## Bedeutung
Seit 2005 gehört .br nach .ar für Argentinien zu den zehn beliebtesten länderspezifischen Top-Level-Domains. Dieser Status setzte sich auch in den späteren Jahren fort, selbst 2009 während eines allgemeinen Einbruchs der Domain-Zahlen.